# Cepheia longiseta
Cepheia longiseta är en spindelart som först beskrevs av Simon 1881.  Cepheia longiseta ingår i släktet Cepheia och familjen Synaphridae. Inga underarter finns listade i Catalogue of Life.